# Katja Pobanz
Katja Pobanz, geborene Umlauft, (* 22. November 1974 in Frankfurt (Oder)) ist eine ehemalige deutsche Dreispringerin.
Sie wurde 1999 und 2006 Deutsche Meisterin. In der Halle gewann sie 1999, 2003 und 2006 den Titel. International startete sie bei der Universiade 1999, dem Europacup 2003 und dem Europacup 2006. 2010 beendete sie ihre Sportlaufbahn.
Pobanz startete für den SC Berlin (bis 2000), die LG Nike Berlin (2001–02) und den 1. LAC Dessau (ab 2003).